# Ibrahima Diaby
Ibrahima Diaby (Conakry, 17 maart 2007) is een Frans-Guinees voetballer die sinds 2025 uitkomt voor Cercle Brugge.

## Clubcarrière
Diaby genoot zijn jeugdopleiding bij Paris Saint-Germain. In 2025 werd hij als aanvoerder kampioen met het U19-elftal van de club. Diaby was dat seizoen ook aanvoerder van het U19-elftal van Paris Saint-Germain in de UEFA Youth League.
Diaby kreeg in het seizoen 2024/25 een voorstel tot profcontract van Paris Saint-Germain, maar de geboren Guineeër – die later ook de Franse nationaliteit kreeg – wees dat af omdat de club niet meteen op hem rekende voor de A-kern. Diaby ondertekende daarop in juni 2025 een vierjarig contract met optie op een extra seizoen bij de Belgische eersteklasser Cercle Brugge. Daar mocht hij al gauw zijn profdebuut vieren: op 26 juli 2025 dropte trainer Onur Cinel hem op de openingsspeeldag van de Jupiler Pro League meteen in de basis tegen FCV Dender EH.

## Clubstatistieken
| Seizoen         | Club            | Land            | Competitie      | Competitie | Competitie | Beker | Beker | Supercup | Supercup | Europees | Europees | Totaal | Totaal |
| Seizoen         | Club            | Land            | Competitie      | Wed.       | Dlp.       | Wed.  | Dlp.  | Wed.     | Dlp.     | Wed.     | Dlp.     | Wed.   | Dlp.   |
| --------------- | --------------- | --------------- | --------------- | ---------- | ---------- | ----- | ----- | -------- | -------- | -------- | -------- | ------ | ------ |
| 2025/26         | Cercle Brugge   | Vlag van België | Eerste klasse A | 1          | 0          | 0     | 0     | —        | —        | —        | —        | 1      | 0      |
| Carrière totaal | Carrière totaal | Carrière totaal | Carrière totaal | 1          | 0          | 0     | 0     | 0        | 0        | 0        | 0        | 1      | 0      |

Bijgewerkt op 26 juli 2025.